# Max Forster
Max Forster (ur. 3 listopada 1934 w Hugelshofen) – szwajcarski bobsleista, dwukrotny medalista mistrzostw świata.

## Kariera
Pierwszy sukces osiągnął w 1970 roku, kiedy wspólnie z René Stadlerem, Peterem Schärerem i Hansem Candrianem zdobył brązowy medal w czwórkach podczas mistrzostw świata w St. Moritz. Na rozgrywanych rok później mistrzostwach świata w Cervinii reprezentacja Szwajcarii w składzie: René Stadler, Max Forster, Erich Schärer i Peter Schärer wywalczyła złoty medal w tej samej konkurencji. W 1968 roku wystartował na igrzyskach olimpijskich w Grenoble, zajmując dziesiąte miejsce w dwójkach.